# 嶋田歩
嶋田 歩（しまだ あゆみ、1985年6月30日 - ）は、日本の元タレント、元グラビアアイドル、元AV女優。大阪府出身。

## 略歴
中学生時代からタレントに憧れ、2001年「LOVEオーディション21」を受けて大阪選考まで残るが落選。翌2002年には「LOVEオーディション2002」にエントリーし、視聴者参加企画「国民投票」で最多の18,420票を獲得するが、最終選考には選ばれず落選。落選のしばらく後、いくつかのグラビア雑誌に水着で登場。
2005年初頭に相沢早咲に改名。清純派路線で再スタートを切った。なお、名前については同年秋に再び嶋田歩に戻している。
2006年、芸名を小嶋じゅんに変更。2006年7月には初写真集を発売し、7月29日に東京・神田神保町の書泉ブックマートで写真集の発売記念イベントを行った。
2007年、Bibusから生まれ、ユーザー投票に育てられた「Bibus Music Club」の1期生に選ばれた。会員番号は「2」。
2009年2月、伊藤桃、高城樹衣、田井中茉莉亜とともに4人組のユニット「ドミノモード」を結成。同年春、舞台『ソラオの世界』（『夢をかなえるゾウ』特別編）で初舞台、初ヒロインに抜擢される。このため、同年4月にドミノモードを卒業。ただし、ドミノモードも同時に活動停止となっている。同年4月、テレビ東京『音楽ば〜か』に出演、一時的に昭和歌謡ユニット「美女木ジャンクション」の新メンバー（追加メンバー6名のうちの一人）となった。同年8月、インディーズからソロデビュー。
2010年9月、フレッシュパワーを退所。
2011年6月、嶋田歩としてプロダクションアンカーに所属。
2014年、プロダクションアンカーを退所。同年9月、美波ねい名義でアダルト業界デビュー。ティーパワーズ所属となり、2015年まで活動した。
2021年12月、同年に結婚、および第一子を出産したことをTwitterで公表。

## 人物
- 特技は腕相撲[1]、ダンス、少林寺拳法。趣味は料理。

## 作品

### シングル
- こころに咲く花（2009年2月18日、キャンディー・リップ・レコード）

作詞/作曲:有希
浅野かや、山口ひかりとのユニット
ビットバレット エンディングテーマ
- Word of Crystal（2009年8月28日、Dias Records）

作詞/作曲:畠中司
カップリング：Horizon
- ROAD（2009年12月26日、ブリーチレーベル、DVD CLIP付き）

カップリング：TAKE A WAY

### 映像作品

#### グラビア
- 美少女発見 seijun Vol.2（2005年10月1日、エアーコントロール）※相沢早咲名義
- I DOLL（2006年9月29日、リバプール）
- じゅんちぃの本日モ晴天ナリ。（2008年2月22日、フォーサイド）

#### アダルトビデオ（美波ねい名義）
- 美波ねい AVDebut（2014年9月25日、SODクリエイト）[4]
- 芸能人と夢の同棲生活してみませんか!? 美波ねい（2014年10月23日、SODクリエイト）
- 芸能人 美波ねい アイドルにドバッと一撃顔射（2014年11月20日、SODクリエイト）
- 芸能人 美波ねい 初めての絶頂と性感開発（2014年12月20日、SODクリエイト）
- 芸能人 美波ねい 超高級ソープ嬢（2015年1月22日、SODクリエイト）
- 芸能人 美波ねい 激イキッ!!鬼ピストン（2015年2月19日、SODクリエイト）
- 芸能人 美波ねい 新人女教師 輪姦レイプ（2015年3月19日、SODクリエイト）
- 芸能人 美波ねい 初! 中出し解禁（2015年4月23日、SODクリエイト）
- 芸能人 美波ねい 失神するほど…イカサレテ（2015年5月21日、SODクリエイト）
- 芸能人 美波ねい 朝から晩まで挿れっぱなしチ○ポ大乱交（2015年6月18日、SODクリエイト）
- 芸能人 美波ねい 中出しいいなり温泉旅行（2015年7月23日、SODクリエイト）
- 芸能人 美波ねい 緊縛・監禁・中出し 凌辱された果てにイキ堕ちる美人OL（2015年8月20日、SODクリエイト）

## 出演

### バラエティ
- 音楽ば〜か（2009年4月4日 - 2009年7月18日、テレビ東京）
- ぶっちゃけ嬢〜26時のシンデレラ〜（2015年2月5日・12日・19日・26日、テレビ東京）
- 志村屋です。志村診察室  (2008年7月9日、フジテレビ)　小嶋じゅん

### オリジナルビデオ
- ビットバレット（2008年12月5日、ぶんか社）甲斐ジュン 役

### 舞台
- ソラオの世界（2009年4月27日 - 5月6日）主演・ソルダ 役

### インターネットテレビ
- キュートニュース（2006年9月 - 2007年、TFM+）レポーター
- sabra☆GyaO（2006年11月2日、GyaO）アイドルダンサー

## 書籍

### 写真集
- 「じゅんちぃ。―小嶋じゅん写真集」（2006年7月30日、アスコム）ISBN 4776203421
- 美波ねい写真集 あいどる。（2014年12月3日、双葉社）